# Figura in un paesaggio
Figura in un paesaggio è un dipinto di Francis Bacon risalente al 1945, custodita alla Tate Modern di Londra.

## Descrizione e stile
Il dipinto è basato su una fotografia dell'amico Eric Hall addormentato su una panchina a Hyde Park, scatto dal quale Bacon trasse un altro dipinto.
Come accade di consueto per le figure dipinte da Bacon, la forma del corpo umano rappresentato è incompleta e inusuale: le gambe del personaggio spariscono nel nulla, la testa ed il tronco non sono minimamente accennati lasciando l'impressione che la giacca dell'uomo sia vuota. Rimangono solo le mani del personaggio, dal colore bluastro, appoggiate alla panchina e unico segno della presenza effettiva di un essere umano; la vegetazione alle spalle di Hall è dipinta con un tetro colore grigio, contrapposto ad un fazzoletto di cielo azzurro brillante posto nella parte superiore.